# Bernardim Ribeiro
Bernardim Ribeiro (ur. 1482, zm. 1552) – pisarz i poeta portugalski, jeden z głównych przedstawicieli renesansu. Był synem skarbnika w majątku księcia de Viseu. W latach 1507–1512 studiował prawo na uniwersytecie w Lizbonie. Potem był dworzaninem króla Manuela I Szczęśliwego. W latach 1521–1524 przebywał najprawdopodobniej we Włoszech. Prawdopodobnie był znajomym Francisca de Sá de Miranda. Po powrocie do kraju został sekretarzem króla Jana III Pobożnego. Rzekomo postradał rozum wskutek nieodwzajemnionej miłości. Znany jest jako autor powieści Livro das saudades, popularnie nazywanej Menina e Moça (Dzieciństwo i dorastanie, 1554–1557), która rozpowszechniła pojęcie "saudade" (tłumaczone jako "samotność"), czyli specyficznej dla kultury portugalskiej odmiany nostalgii. Nazywany jest niekiedy najwybitniejszym lirykiem portugalskim przed Luísem de Camõesem. Jego wiersze weszły do Cancioneiro Geral Garcii de Resende. Bernardim Ribeiro pisał przede wszystkim sielanki.